# Carlos Walter Porto-Gonçalves
Carlos Walter Porto-Gonçalves (21 de julho de 1949 - Florianópolis, 6 de setembro de 2023) foi um adepto do ambientalismo e geógrafo humano Brasileiro; autor de livros sobre geografia social. Como professor recebeu diversos prêmios na América Latina durante sua trajetória em defesa da Geografia Política e Social

## Biografia
Carlos Walter era filho do operário Walter Gonçalves Dionísio e da costureira Alade Porto Gonçalves. Segundo seu próprio depoimento, apesar de ter nascido em 21 de julho de 1949, seu pai o registrou oficialmente em data diferente da realmente ocorrida.
Em 1972 concluiu sua graduação em Geografia pela Universidade Federal do Rio de Janeiro, pela mesma universidade concluiria seu mestrado e doutorado, respectivamente em 1985 e 1998.
Iniciou sua carreira profissional realizando um trabalho em Campos dos Goytacazes, em uma comunidade pesqueira na região da Lagoa Feia; na ocasião Carlos Walter faz um parecer sobre a secagem da lagoa, essencial para a subsistência da comunidade.
Porto-Gonçalves foi companheiro de luta do líder seringueiro Chico Mendes em Xapuri e foi presidente da Associação dos Geógrafos Brasileiros de 1998 até 2000. Apoiou e participou dos chamados “empates”, piquetes de luta formado pelas famílias seringueiras que impediam a destruição das florestas por parte dos fazendeiros. Também apoiou a criação das chamadas Reservas Extrativistas (RESEXs).
Tornou-se professor titular da Universidade Federal Fluminense (UFF), função na qual atuou entre 1987 a 2019, quando se aposentou; ainda nesta instituição também foi integrante do Programa de Pós-graduação em Geografia.
Na década de 1980 fez parte da Convergência Socialista (CS), corrente política do Partido dos Trabalhadores. Sua trajetória política a partir dos anos 1990 se inclina ao movimento Zapatista mexicano e a incorporação de elementos pós-modernos na sua obra acadêmica.
Publica em 2001 a uma de suas obras mais importante; Amazônia, Amazônias. Nela Carlos Walter destaca os protagonistas que lutaram contra a destruição da floresta e mostra que não existe uma “Amazônia” apenas, mas várias “amazônias”. A publicação foi realizada por meio de seus 22 anos de pesquisas sobre a região, e faz críticas a expansão capitalista na região e suas desastrosas consequências.
Em 2003 lança sua Tese de Doutoramento “Nos varadouros do mundo: da territorialidade seringalista à territorialidade seringueira”
Em 2004 ganhou o Prêmio Chico Mendes em Ciência e Tecnologia do Ministério do Meio Ambiente. Em 2008 ganhou o Prêmio Casa de las Américas (Cuba) por seu livro ''A Globalização da Natureza e a Natureza da Globalização.
Lecionou na Universidad Nacional de Córdoba, na Argentina.
Entre 2022 e 2023 foi Professor Visitante do Programa Interdisciplinar em Ciências Humanas – PPGICH, da Universidade Federal de Santa Catarina (UFSC).
Carlos Walter, sobre seus trabalhos a respeito da Amazônia,  definiu sua atuação como "a política por dentro do próprio processo de constituição social, ou seja, enquanto um processo de intervenção por meio da sociedade e não uma geografia política partindo do Estado".
Ao falecer, Carlos Walter deixou a esposa e uma filha.

## Publicações
- Os (des)caminhos do meio ambiente. 1ª edição. São Paulo: Contexto, 1989. ISBN 8585134402
- Amazônia, Amazônias. 1ª edição. São Paulo: Contexto, 2001. ISBN 9788572441513
- Geo-grafias: movimientos sociales, nuevas territorialidades y sustentabilidad. México, D.F: Siglo XXI, 2001 (Resenha de Ruy Moreira)
- Geografando nos varadouros do mundo: da territorialidade seringalista (o seringal) à territorialidade seringueira (a Reserva Extrativista). Brasília: Edições Ibama, 2003.
- A Globalização da Natureza e a Natureza da Globalização. Rio de Janeiro: Civilização Brasileira, 2006. ISBN 8520006833
- Geografia da violência no campo brasileiro: o que dizem os dados de 2003. In: Revista Crítica de Ciências Sociais, v. 75, p. 139-169, 2006. ISSN 02541106 Erro de parâmetro em {{ISSN}}: ISSN inválido.
- A Globalização da Natureza e a Natureza da Globalização. Rio de Janeiro: Editora Record, 2006.ISBN 9788520006832